# Blomesche Wildnis
Blomesche Wildnis település Németországban, Schleswig-Holstein tartományban. Lakosainak száma 625 fő (2023. december 31.).

## Népesség
A település népességének változása:
| Lakosok száma | 638  | 673  | 662  | 648  | 636  | 638  | 625  |
|               | 1975 | 2014 | 2017 | 2019 | 2021 | 2022 | 2023 |